# 平定县第一中学
平定县第一中学，通稱平定一中，是中華人民共和國山西省阳泉市平定县的一所全日制、寄宿制的公办示範性普通高级中学。

## 历史沿革
学校的历史始于清朝光绪二十九年（1903年），当年，受到清政府推广新式學校政策的影响，山西省平定直隸州官府将旧式学校冠山书院改建成官立平定中学堂，成为当时山西最早的新式中学堂之一:1090。民国元年（1912年），清朝灭亡，学校改称为平定中学校:18；中华人民共和国成立后，学校于1956年更名为平定中学，并于1981年易现名平定县第一中学，建制延续至今。